# Richard Lintern
Richard Lintern, född i oktober 1962 i Taunton, Somerset, är en brittisk skådespelare.
Lintern har bland annat medverkat i TV-serierna Tyst vittne (2014-2020), The Crown från 2017 och Nolly – en såpastjärnas fall från 2023. Han har även medverkat i filmerna The Bank Job från 2008.

## Filmografi (i urval)
- 1995 – She's Out (TV-serie)
- 2008: The Bank Job
- 2014-2020: Tyst vittne
- 2017: The Crown
- 2023: Nolly – en såpastjärnas fall